# Боговинское озеро
Бого́винское озеро (Бело-Езеро, Богонское; макед. Боговинско Езеро, Богоњско, Бело Езеро) — горное озеро ледникового происхождения в горах Рудока-Планина (часть горного массива Шар-Планина). Располагается на территории села Ново-Село в западной части общины Боговинье на северо-западе Республики Македонии.

## Характеристики
Озеро имеет продолговатую форму, находясь между горными пиками Бориславец и Малая Смрека на высоте 1936 метров над уровнем моря. Его длина — 245 метров, а ширина — 210 метров. Наибольшая глубина — 2,2 метра. Площадь озера составляет 66 880 м² (самое большое в горах Шар-Планина).
Западный берег озера зарос тростником и морозником.
В Боговинское озеро впадает несколько водотоков, и с восточной стороны вытекает река Боговинская (Езерская), которая впадает в реку Вардар у села Радиовце (Радийовце). Вода из озера используется жителями посёлка Раковец для полива сельхозугодий.

## Галерея

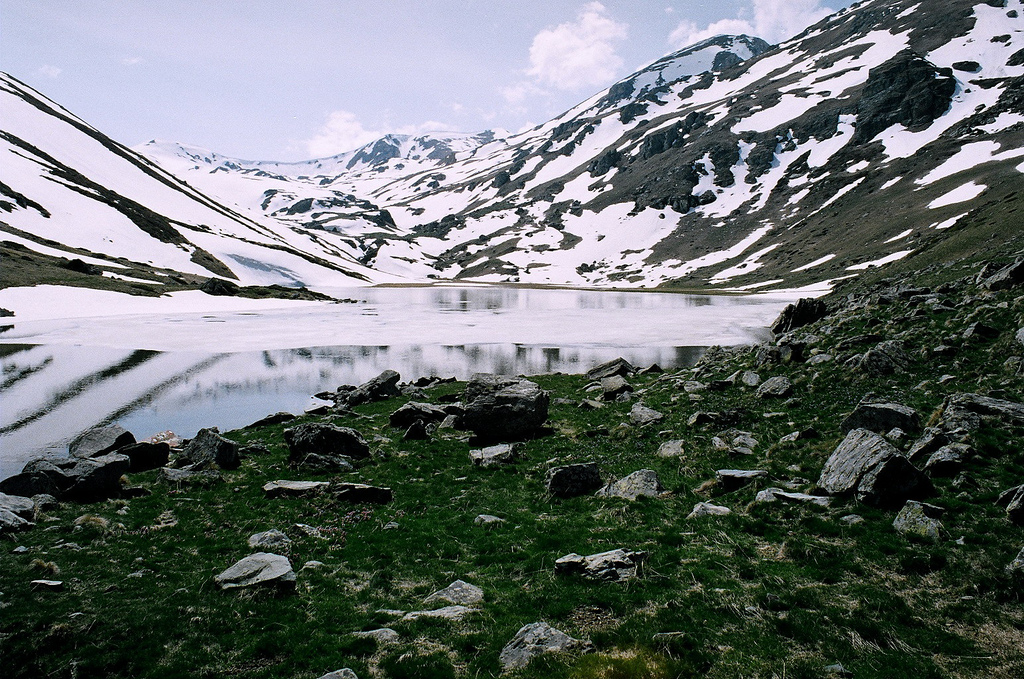
Боговинское озеро зимой
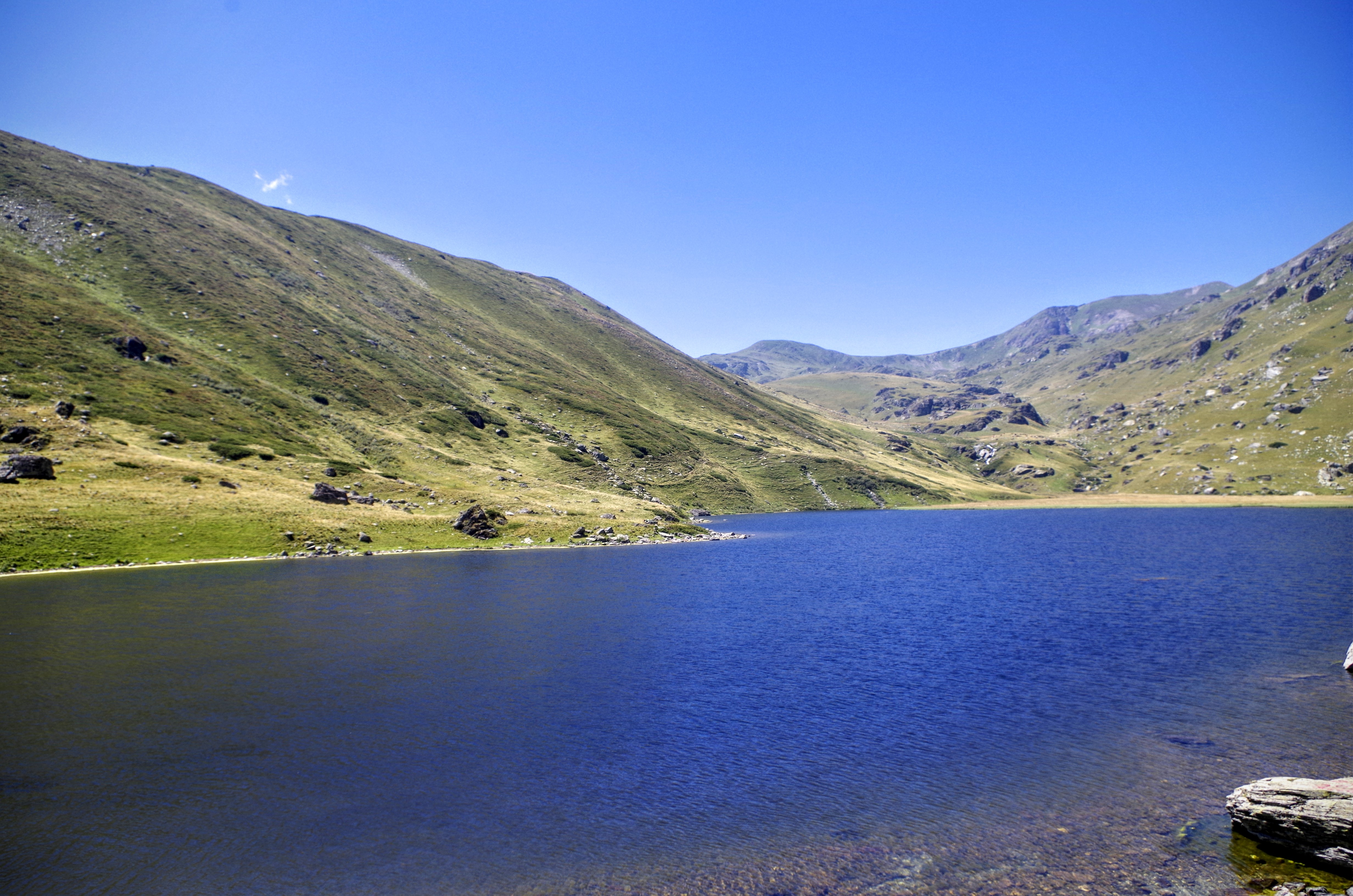
Вода озера
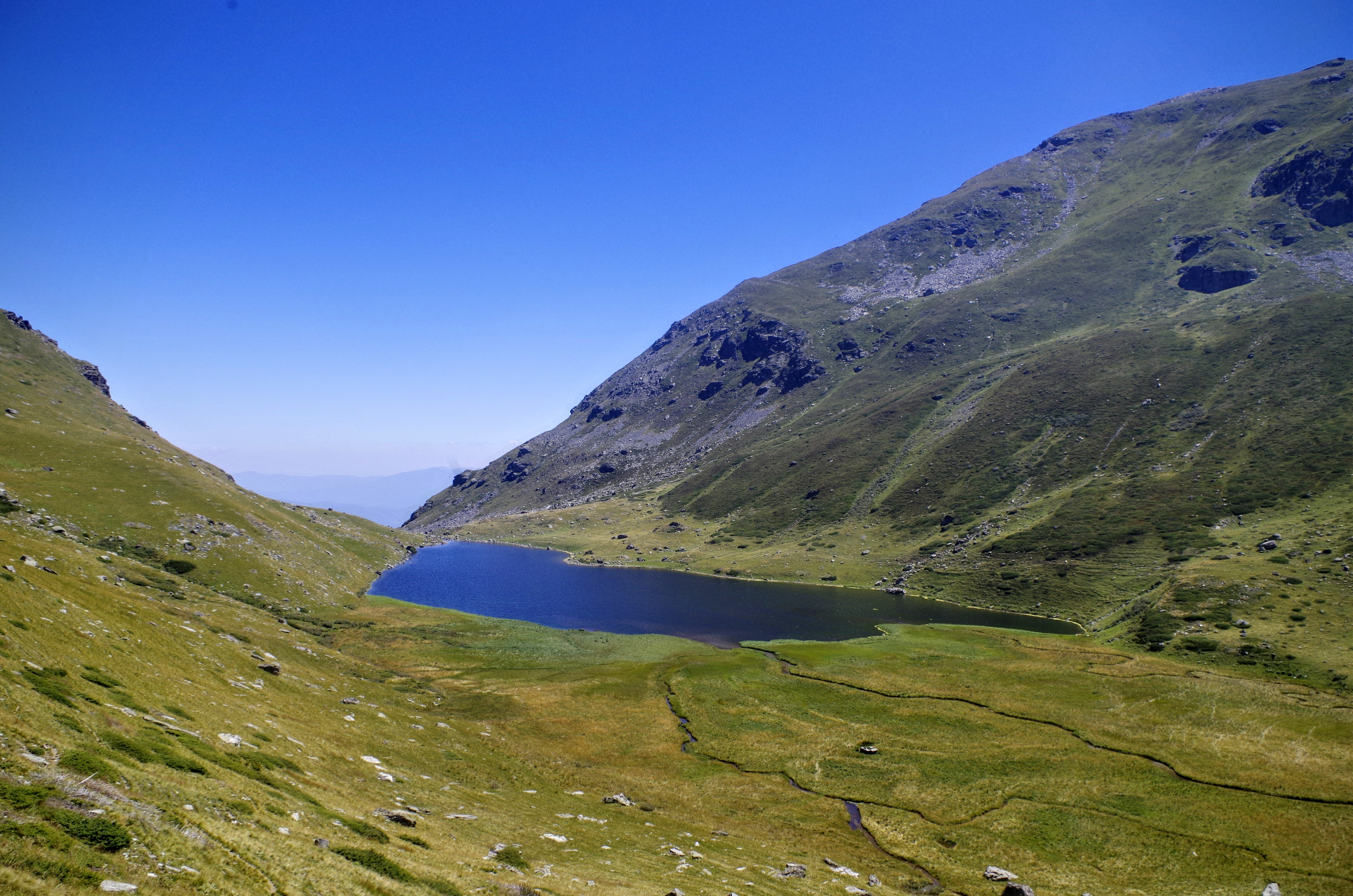
Вид на Боговинское озеро с западной стороны
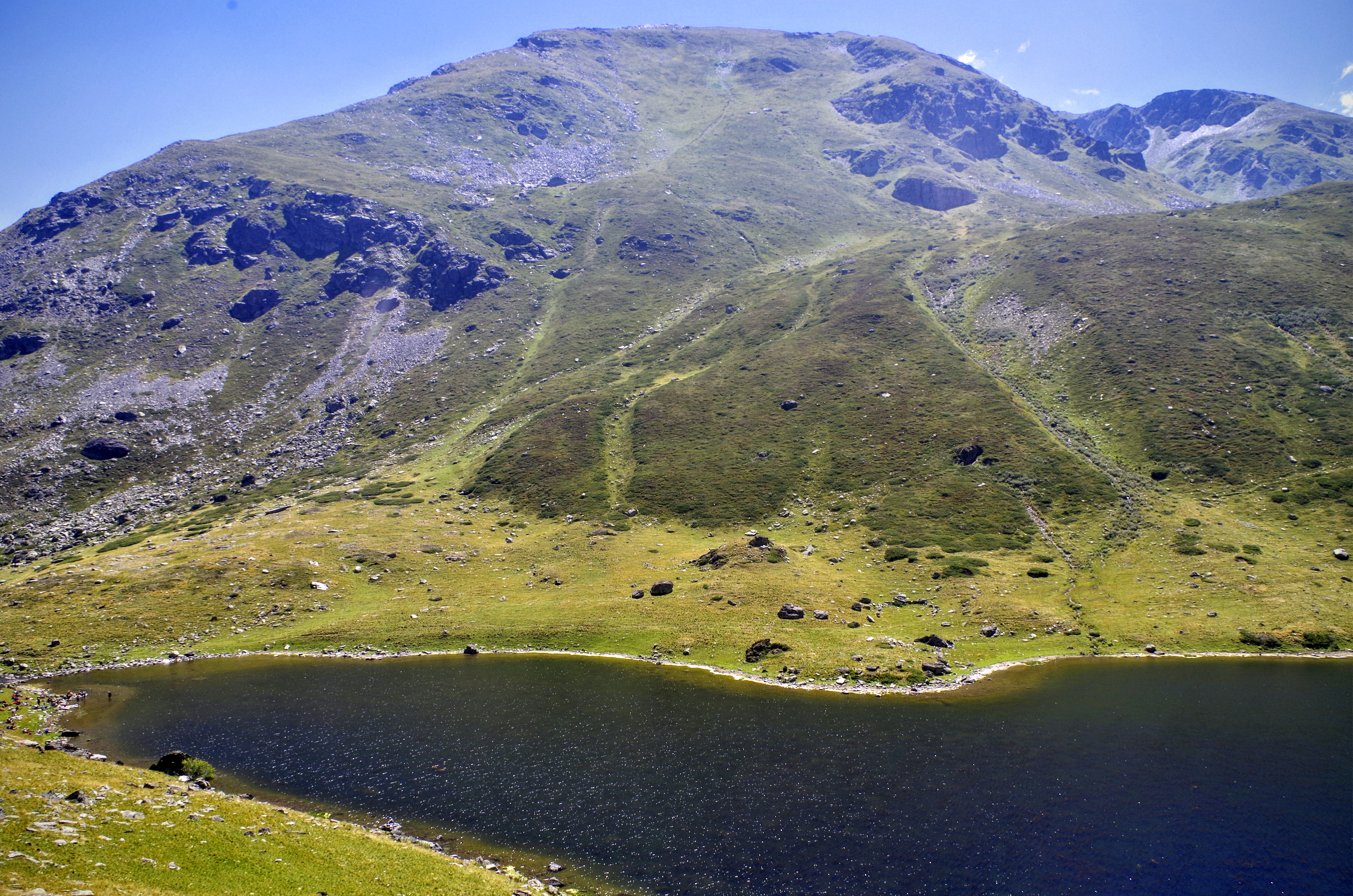
Вид на восточный берег озера
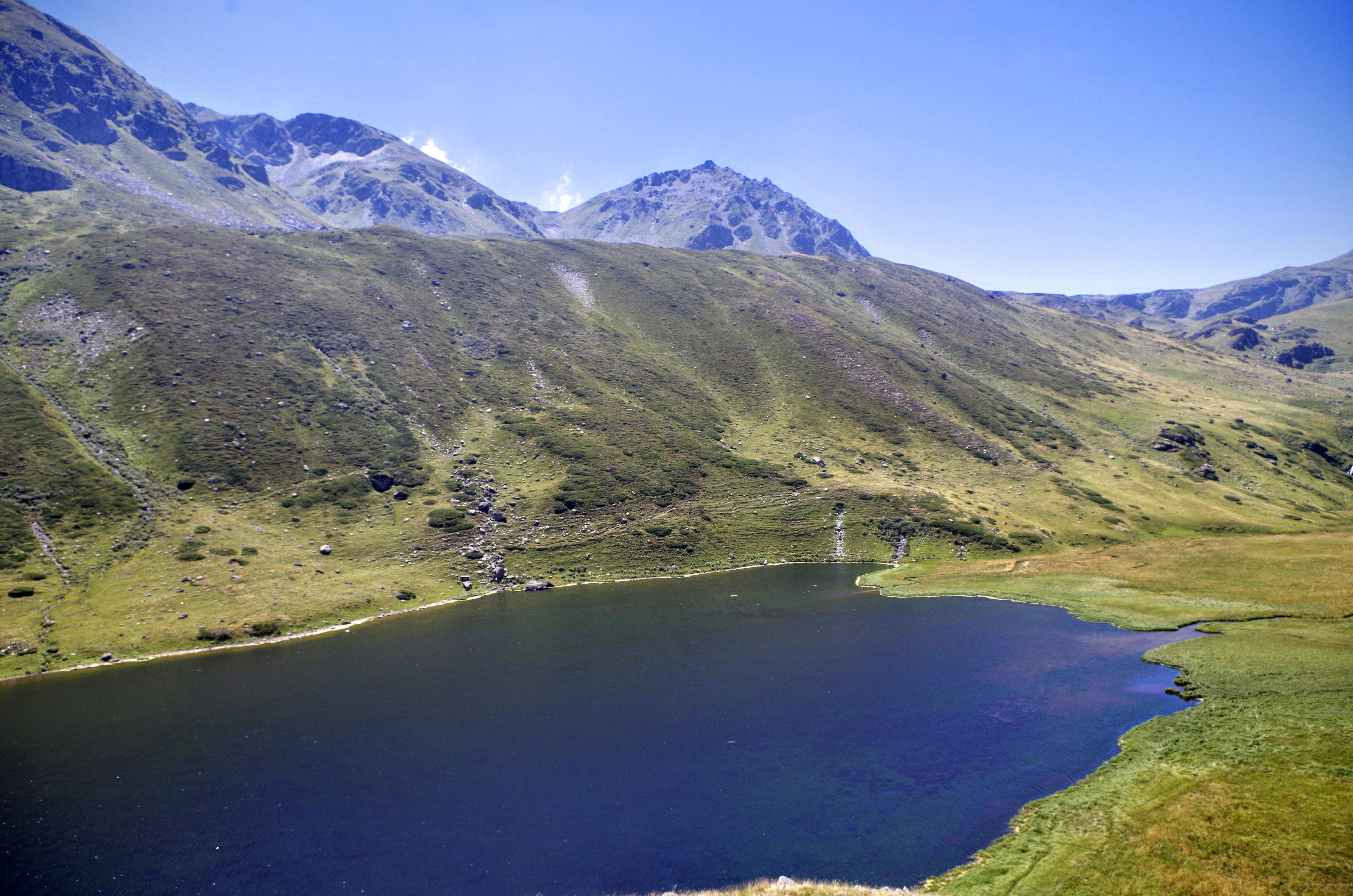
Вид на западный берег озера
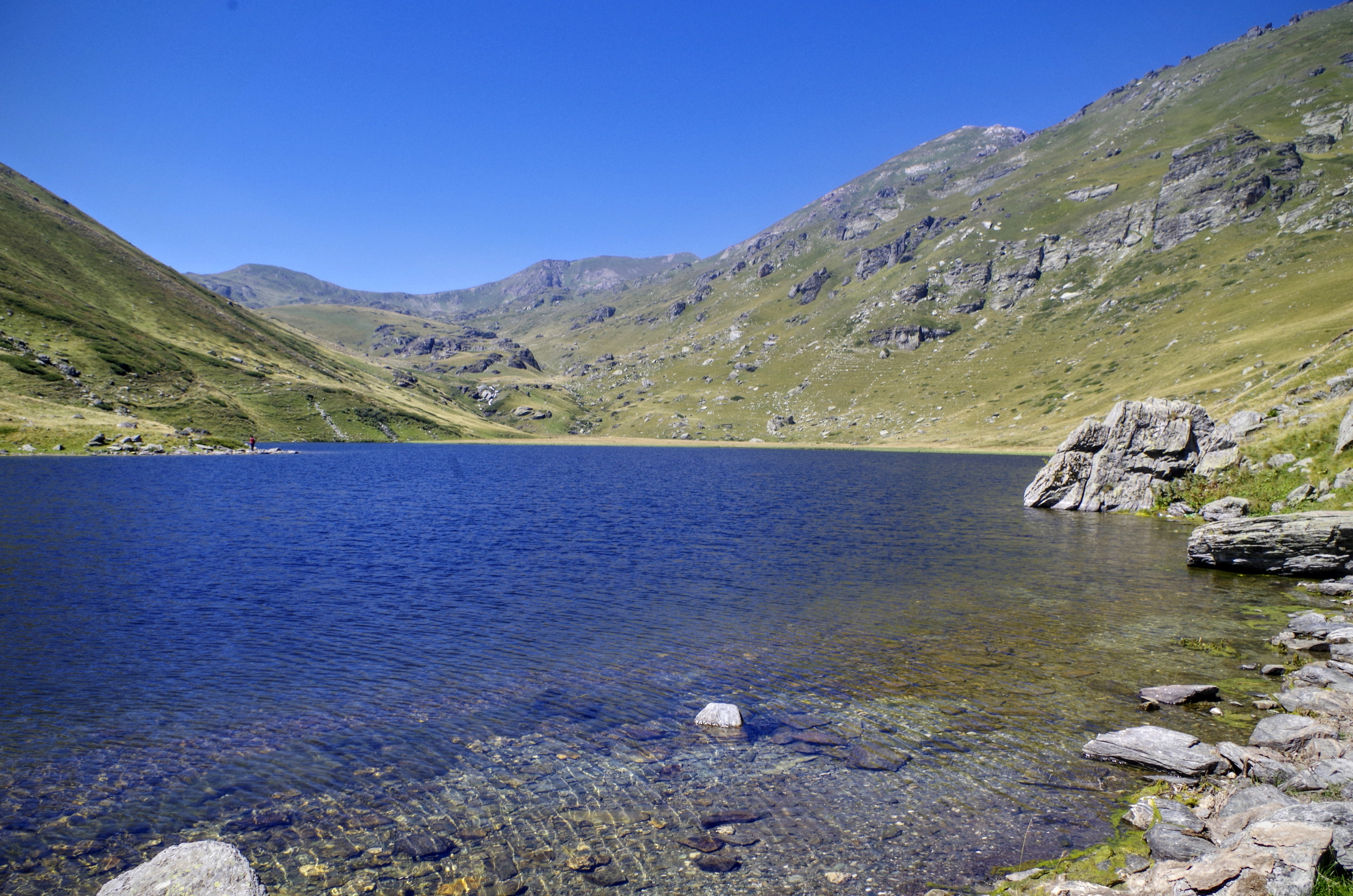
Вход в озеро
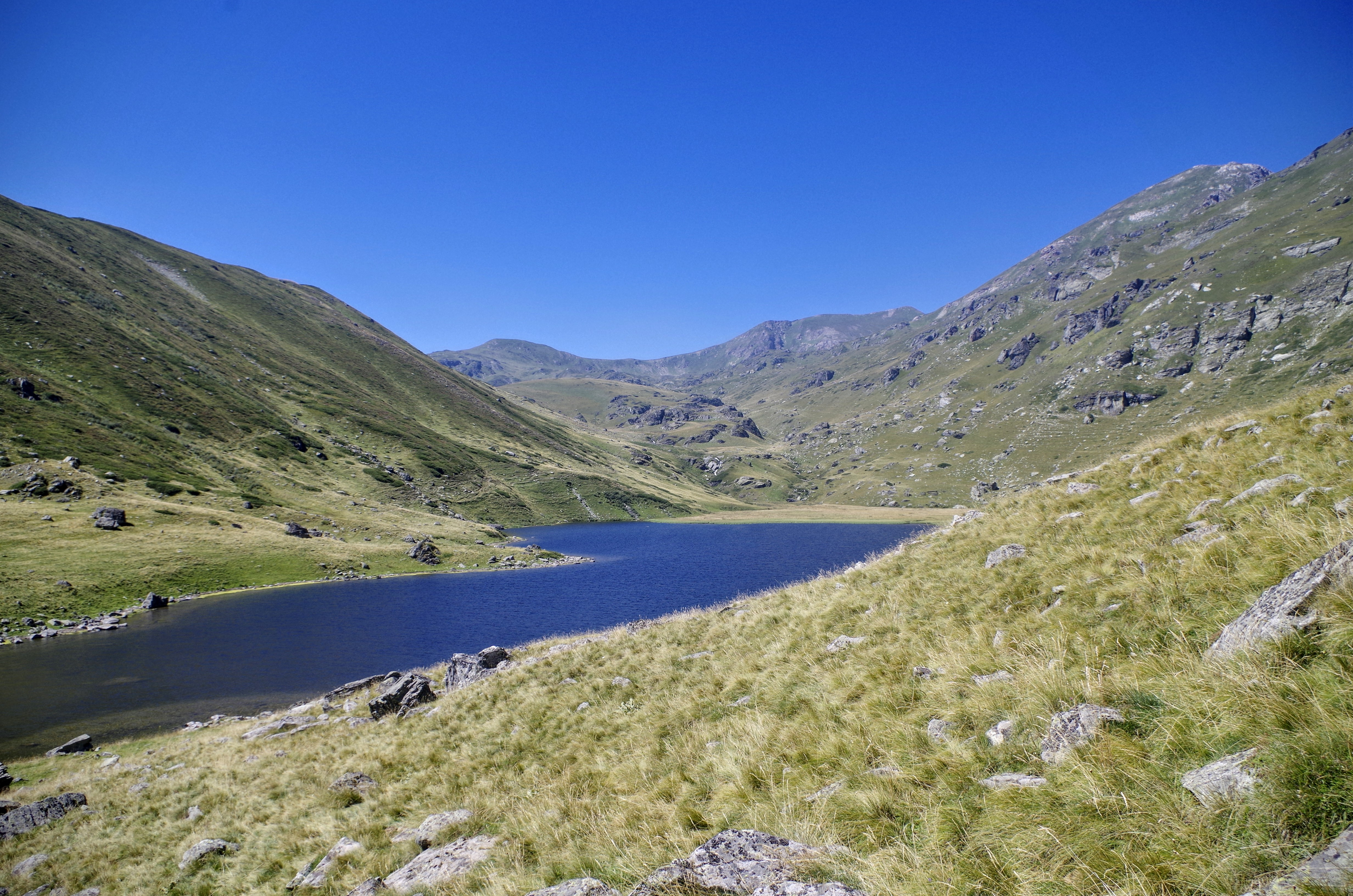
Вид на озеро со стороны северо-востока